# Eleonora di Trastámara (1362-1415)
Eleonora Enríquez o Eleonora di Castiglia. Leonor in spagnolo, asturiano, in galiziano, in portoghese, in aragonese e in basco, Elionor in catalano. Alienora in latino, Eleanor in inglese e Aliénor o Éléonore in francese, Eleonore in tedesco e Eleonora in fiammingo (1362 – Olite, 27 febbraio 1415), fu regina consorte di Navarra, contessa consorte d'Évreux e duchessa consorte di Nemours, dal 1387 alla sua morte, ma fu incoronata solo nel 1403.

## Origine
Era la figlia secondogenita del re di Castiglia e León, Enrico II di Trastámara e di Giovanna Manuele, figlia ultimogenita dello scrittore e uomo politico, Giovanni Manuele di Castiglia, duca di Penafiel e della sua terza moglie, Bianca de la Cerda (1311-1347), figlia di Fernando de la Cerda (1272-1333) e di Giovanna Núñez di Lara (1286-1351), detta la Palomilla.

## Biografia
Nel 1371, alla pace di Alcoutim tra Castiglia e Portogallo, propiziata dal papa Gregorio XI, fu stabilito che il re del Portogallo Ferdinando, oltre alla rinuncia al regno di Castiglia sposasse Eleonora; ma Ferdinando, a quel tempo si era invaghito di Eleonora Telles de Menezes, moglie di un nobile della sua corte e con lei iniziò una relazione, ed il progettato matrimonio, con Eleonora di Trastámara non fu mai celebrato perché Ferdinando, nel 1372, riuscì ad ottenere l'annullamento del precedente matrimonio della sua amante, Eleonora Telles de Menezes e quindi la sposò.
Nel 1373, dopo avergli imposto la prima pace di Briones, Enrico II, per armonizzare i rapporti con il regno di Navarra, concordò il matrimonio di Eleonora con l'erede al trono di Navarra, Carlo il Nobile, il figlio maschio primogenito del Re di Navarra Carlo II il Malvagio e di Giovanna di Francia, figlia del re di Francia, Giovanni II il Buono e Bona di Lussemburgo.
Il matrimonio fu celebrato, a Soria, il 27 maggio del 1375.
Nel 1379, alla morte del padre, Eleonora divenne signora di un grosso feudo situato tra Roa e Sepúlveda.
Alla morte del suocero, Carlo II il Malvagio, nel 1387, Eleonora divenne regina consorte di Navarra.
I rapporti tra Eleonora e il marito, Carlo III di Navarra non furono idilliaci e, nel 1390, Eleonora, con le figlie più piccole, ritornò in Castiglia, lasciando però la figlia primogenita, Giovanna, alla corte di Navarra, affinché il marito la potesse educare come erede al trono di Navarra.
Eleonora risiedette a Valladolid.
Sempre in quell'anno, alla morte del fratello Giovanni I di Trastámara, Eleonora prese parte alle lotte che si crearono attorno al re di Castiglia, suo nipote minorenne, Enrico III di Trastámara.
Quando Enrico divenne maggiorenne, nel 1393, Eleonora continuò ad intrigare e si alleò con il fratellastro Federico Enríquez (?-1394), duca di Benavente, ed il cugino Pietro Fadríquez, conte di Trastámara, schierandosi contro il nipote.
Allora il nipote, verso la metà del 1394, la strinse d'assedio nel castello di Roa, dove aveva riunito i suoi seguaci, costringendola ad arrendersi.
Nel febbraio del 1395, infine, Enrico III costrinse Eleonora a ritornare in Navarra dal marito, riunendo la famiglia.
Ritornata in Navarra, le relazioni con Carlo III il Nobile, poco a poco, migliorarono e, nel 1403, Eleonora fu incoronata regina di Navarra ed iniziò a collaborare con il marito anche nei compiti di governo, si dedicò in modo particolare a mantenere buoni i rapporti tra il regno di Navarra e quello di Castiglia ed in assenza del marito, in alcune occasioni ne fece le veci.
Eleonora morì in Navarra, secondo alcune fonti il 27 febbraio 1415 a Olite, secondo altre il 5 marzo 1416 a Pamplona. Fu sepolta nella cattedrale di Pamplona, dove fu poi raggiunta dal marito Carlo III il Nobile, una decina d'anni più tardi.

## Discendenza
Eleonora a Carlo diede otto figli:
- Giovanna di Navarra (1382- Béarn, luglio 1413), nel 1402, sposò il conte di Foix, Giovanni I e divenne l'erede al trono di Navarra.
- Maria di Navarra (1383- 6 gennaio 1406[13])
- Bianca di Navarra (1385-1441), regina di Navarra, sposò, nel 1402, il re di Sicilia, Martino I ed in seconde nozze, nel 1419, il re d'Aragona, Giovanni II di Trastámara, divenendo regina consorte della corona d'Aragona
- Beatrice di Navarra (ca. 1386-1410), nel 1406, sposò il Conte di La Marche, Giacomo II di Borbone-La Marche che poi divenne anche re di Napoli
- Isabella di Navarra (1396-1435 oppure 1450), nel 1419, sposò Giovanni IV d'Armagnac
- Carlo di Navarra (1397- 12 agosto 1402), dichiarato erede al trono nel 1398
- Luigi di Navarra (1401- 14 ottobre 1402), fu erede al trono per due mesi
- Margherita di Navarra (1403-tra il 1403 e il 1412).

## Ascendenza
|                           |                      |                             | Genitori                                              |  |  | Nonni |  |  | Bisnonni                   |  |  | Trisnonni              |  |
|                           |                      |                             |                                                       |  |  |       |  |  | Ferdinando IV di Castiglia |  |  | Sancho IV di Castiglia |  |
|                           |                      |                             |                                                       |  |  |       |  |  | Ferdinando IV di Castiglia |  |  | Sancho IV di Castiglia |  |
|                           |                      | Maria di Molina             |                                                       |  |  |       |  |  | Ferdinando IV di Castiglia |  |  |                        |  |
| Alfonso XI di Castiglia   |                      |                             |                                                       |  |  |       |  |  | Ferdinando IV di Castiglia |  |  |                        |  |
|                           |                      | Costanza del Portogallo     | Dionigi del Portogallo                                |  |  |       |  |  |                            |  |  |                        |  |
|                           |                      | Costanza del Portogallo     | Dionigi del Portogallo                                |  |  |       |  |  |                            |  |  |                        |  |
|                           |                      | Costanza del Portogallo     | Isabella d'Aragona                                    |  |  |       |  |  |                            |  |  |                        |  |
| Enrico II di Castiglia    |                      | Costanza del Portogallo     |                                                       |  |  |       |  |  |                            |  |  |                        |  |
|                           |                      | Pedro Núñez de Guzmán       | Alvaro Núñez de Guzmán                                |  |  |       |  |  |                            |  |  |                        |  |
|                           |                      | Pedro Núñez de Guzmán       | Alvaro Núñez de Guzmán                                |  |  |       |  |  |                            |  |  |                        |  |
|                           |                      | Pedro Núñez de Guzmán       | Maria Giron                                           |  |  |       |  |  |                            |  |  |                        |  |
| Eleonora di Guzmán        |                      | Pedro Núñez de Guzmán       |                                                       |  |  |       |  |  |                            |  |  |                        |  |
|                           |                      | Beatrice Ponce de León      | Fernán Pérez Ponce de León, Lord Cangas and la Puebla |  |  |       |  |  |                            |  |  |                        |  |
|                           |                      | Beatrice Ponce de León      | Fernán Pérez Ponce de León, Lord Cangas and la Puebla |  |  |       |  |  |                            |  |  |                        |  |
|                           |                      | Beatrice Ponce de León      | Urraca Gutiérrez de Meneses                           |  |  |       |  |  |                            |  |  |                        |  |
| Eleonora di Trastámara    |                      | Beatrice Ponce de León      |                                                       |  |  |       |  |  |                            |  |  |                        |  |
|                           | Manuele di Castiglia | Ferdinando III di Castiglia |                                                       |  |  |       |  |  |                            |  |  |                        |  |
|                           | Manuele di Castiglia | Ferdinando III di Castiglia |                                                       |  |  |       |  |  |                            |  |  |                        |  |
|                           | Manuele di Castiglia | Beatrice di Svevia          |                                                       |  |  |       |  |  |                            |  |  |                        |  |
| Don Juan Manuel           | Manuele di Castiglia |                             |                                                       |  |  |       |  |  |                            |  |  |                        |  |
|                           |                      | Beatrice di Savoia          | Amedeo IV di Savoia                                   |  |  |       |  |  |                            |  |  |                        |  |
|                           |                      | Beatrice di Savoia          | Amedeo IV di Savoia                                   |  |  |       |  |  |                            |  |  |                        |  |
|                           |                      | Beatrice di Savoia          | Cecilia del Balzo                                     |  |  |       |  |  |                            |  |  |                        |  |
| Juana Manuel              |                      | Beatrice di Savoia          |                                                       |  |  |       |  |  |                            |  |  |                        |  |
|                           |                      | Fernando de la Cerda        | Ferdinando de la Cerda                                |  |  |       |  |  |                            |  |  |                        |  |
|                           |                      | Fernando de la Cerda        | Ferdinando de la Cerda                                |  |  |       |  |  |                            |  |  |                        |  |
|                           |                      | Fernando de la Cerda        | Bianca di Francia                                     |  |  |       |  |  |                            |  |  |                        |  |
| Blanca de La Cerda y Lara |                      | Fernando de la Cerda        |                                                       |  |  |       |  |  |                            |  |  |                        |  |
|                           |                      | Juana Núñez de Lara         | Juan I Núñez de Lara                                  |  |  |       |  |  |                            |  |  |                        |  |
|                           |                      | Juana Núñez de Lara         | Juan I Núñez de Lara                                  |  |  |       |  |  |                            |  |  |                        |  |
|                           |                      | Juana Núñez de Lara         | Teresa Diaz de Haro                                   |  |  |       |  |  |                            |  |  |                        |  |
|                           |                      | Juana Núñez de Lara         |                                                       |  |  |       |  |  |                            |  |  |                        |  |